# Pioneer 0

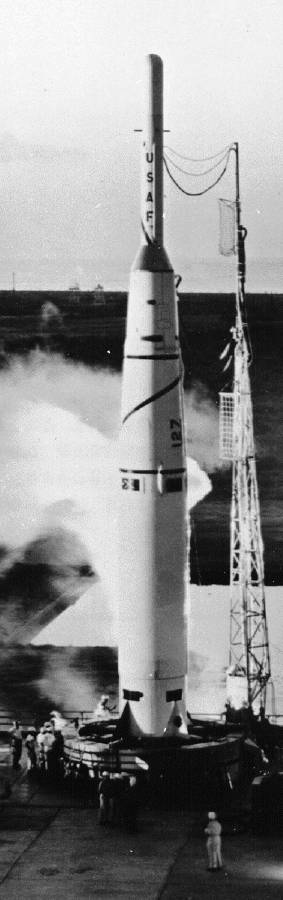
Przygotowania do startu sondy Pioneer 0

Pioneer 0 (także Able 1) – amerykańska sonda kosmiczna. Pierwsza próba wysłania obiektu poza orbitę wokółziemską i pierwsza próba lotu w kierunku Księżyca. Misja nie powiodła się z powodu eksplozji rakiety nośnej podczas startu.

## Przygotowania do misji
Pod koniec 1957 roku, po wyniesieniu przez ZSRR Sputnika 1 na orbitę, w Stanach Zjednoczonych wysunięta została propozycja wykorzystania pocisku balistycznego średniego zasięgu PGM-17 Thor, w połączeniu z członami rakietowymi Vanguard, do wysłania sond kosmicznych w kierunku Księżyca. Twórcami projektu były Space Technology Laboratories (oddział Ramo-Wooldridge Corporation) oraz Air Force Ballistic Missile Division. Przewidywał on wykorzystanie istniejącego sprzętu z prowadzonego dla sił powietrznych projektu ARTV (Advanced Re-entry Test Vehicle, nazywanego także Able-0). Umożliwiało to szybką realizację projektu misji księżycowych, który nazwano Able-1. Początkowo zakładano skonstruowanie lądownika księżycowego, lecz pomysł ten odrzucono jako zbyt ambitny i ograniczono do misji orbitalnych.
Projekt został zaaprobowany i 27 marca 1958 roku Advanced Research Projects Agency (ARPA) zleciła Space Technology Laboratories przygotowanie trzech sond księżycowych do startu jeszcze w tym samym roku, w ramach Międzynarodowego Roku Geofizycznego. Misję pierwszej sondy przeprowadziło United States Air Force. Kierownictwo misji kolejnych dwóch sond (Pioneer 1 i Pioneer 2) zostało we wrześniu 1958 roku przekazane nowo powstałej agencji NASA.
Na potrzeby śledzenia i łączności z sondami została stworzona pierwsza ogólnoświatowa sieć stacji łączności kosmicznej, obejmująca m.in. stacje na Florydzie, w Kalifornii, Millstone Hill w Massachusetts, na Hawajach, w Singapurze i Jodrell Bank w Anglii.

## Konstrukcja sondy
Kadłub sondy zbudowany był z materiału kompozytowego wzmocnionego włóknem szklanym i składał się z dwóch sekcji w kształcie ściętych stożków stykających się szerszą podstawą z centralnym cylindrem o średnicy 72,5 cm. Całkowita wysokość kadłuba wynosiła 76 cm. Wzdłuż osi kadłuba zainstalowano silnik rakietowy na paliwo stałe Thiokol TX-8-6 o masie 11 kg, z dyszą wylotową w dolnym stożku i wytwarzający ciąg o sile 135 kG. Silnik ten miał być włączony na sygnał radiowy ze stacji znajdującej się na wyspach Hawajskich (planowano, że po zbliżeniu do Księżyca, sonda miała stać się sztucznym satelitą Księżyca). Na szczycie górnego stożka rozmieszczono w kształcie pierścienia osiem małych silniczków korekcyjnych na paliwo stałe, a przeznaczonych do korekcji kierunku i prędkości lotu. Miały być włączone na sygnał radiowy z Ziemi. Silniki po wyczerpaniu paliwa mogły zostać odrzucone od sondy. Z tej strony kadłuba wystawały także dwie anteny dipolowe służące do łączności. Kadłub pomalowany został wzorem z białych i czarnych pasów, które pomagały utrzymać odpowiednią temperaturę wewnątrz sondy.
Zasilanie w energię zapewniały trzy rodzaje baterii pokładowych. Silniki rakietowe były zasilane przez baterie niklowo-kadmowe, baterie srebrowe zasilały system telewizyjny, a pozostałe obwody były zasilane z baterii rtęciowych. Nadajnik radiowy o mocy 300 miliwatów pracował na częstotliwości 108,06 MHz i służył do przekazu telemetrii i danych dopplerowskich (przez dipol elektryczny) oraz danych z kamery (przez dipol magnetyczny, z mocą szczytową sięgającą 50 W). Ogniwa pozwalały na miesięczne działanie urządzeń. Komendy z Ziemi były odbierane na częstotliwości 114,8 MHz. W czasie lotu sonda miała być stabilizowana obrotowo z prędkością 1,8 obrotów na sekundę.

### Instrumenty sondy
- System telewizyjny skanujący w podczerwieni. Przeznaczony do uzyskania obrazów powierzchni Księżyca. System skonstruowany przez Naval Ordnance Test Station (NOTS) składał się z parabolicznego lustra ogniskującego zbierane światło na czujniku, który wzmacniał i modulował odebrany sygnał w zależności od natężenia padającego światła.
- Detektor mikrometeoroidów – aluminiowa membrana o powierzchni 0,0381 m² połączona z mikrofonem piezoelektrycznym rejestrującym uderzenia mikrometeoroidów, wzmacniacz i dwa obwody logiczne.
- Magnetometr – magnetometr indukcyjny ze wzmacniaczem nieliniowym o czułości w zakresie od poniżej 6 μOe do 12 mOe.
- Czujniki temperatury wewnątrz sondy[3][6].

## Plan i przebieg misji
Plan misji przewidywał zbliżenie sondy do Księżyca po 62 godzinach lotu. Prędkość po ustaniu pracy silnika trzeciego stopnia rakiety miała wynieść 40 233 km/godz. Sam Pioneer wyposażony w silnik rakietowy TX-8-6 może być traktowany jako czwarty stopień rakiety księżycowej. Jednak służyłby on do zmniejszenia prędkości w pobliżu Księżyca. Uruchomienie tego silnika miało nastąpić w odległości około 355 tysięcy km od Ziemi. Dzięki temu sonda powinna na tyle utracić prędkość, by zostać częściowo schwytana przez pole grawitacyjne Księżyca. Pioneer kilkakrotnie okrążyłby naszego satelitę na orbicie o wysokości 29 000 km, na której miał funkcjonować przez około dwa tygodnie. Znajdując się jednak ciągle jeszcze pod działaniem pola grawitacyjnego Ziemi musiałby w końcu spaść w jej kierunku i spłonąć w gęstych warstwach atmosfery.
Start rakiety nośnej ze stanowiska startowego LC17A na przylądku Canaveral nastąpił 17 sierpnia 1958 roku, z opóźnieniem czterech minut w stosunku do planu. Po czterdziestu sekundach pionowego lotu rakieta zaczęła kierować się na północny wschód. Po kolejnych 37 sekundach nastąpiła eksplozja na wysokości 16 km. Awaria łożyska turbopompy doprowadziła do eksplozji pierwszego stopnia (Thor numer 127) rakiety. Sygnały telemetryczne z górnych stopni i sondy były odbierane przez 123 sekundy od eksplozji, aż do momentu ich upadku do Atlantyku.
Zniszczona sonda nie otrzymała po nieudanym starcie oficjalnej nazwy. Po starcie drugiej sondy w programie, która została nazwana Pioneer 1, dla pierwszej sondy przyjęto nazwę Pioneer 0.